# Reed Creek
Reed Creek é uma Região censo-designada localizada no estado americano de Geórgia, no Condado de Hart.

## Demografia
Segundo o censo americano de 2000, a sua população era de 2148 habitantes.

## Geografia
De acordo com o United States Census Bureau tem uma área de
89,4 km², dos quais 60,4 km² cobertos por terra e 29,0 km² cobertos por água. Reed Creek localiza-se a aproximadamente 250 m acima do nível do mar.

## Localidades na vizinhança
O diagrama seguinte representa as localidades num raio de 24 km ao redor de Reed Creek.